# Christian Knorr von Rosenroth
Christian Knorr von Rosenroth (født 15. juli 1636, død 4. maj 1689) var en lærd tysk rigsfriherre, teolog, orientalist og salmedigter.
Von Rosenroth studerede i Leipzig og Wittenberg og foretog derefter en længere rejse til Frankrig, England og Holland. På denne traf han Henry More og Meir Stern og førtes af dem ind i studiet af alkymi, orientalske sprog og særligt kabbala. Ved sit kendskab til de hemmelige videnskaber kom han i forbindelse med pfalzgreve Christian August, der 1668 udnævnte ham til første minister og gehejmeråd. 1677 gjorde kejser Leopold I ham til friherre. 
Sin store lærdom har Rosenroth nedlagt i Cabbala denudata (Sulzbach 1677), en med flere tillæg udgivet oversættelse fra det kabbalistiske hovedværk Zohar. Som Lullus, Pico della Mirandola og Reuchlin søgte von Rosenroth at forene kabbala og kristendom og indtager ved sit vældige værk og sin ejendommelige personlighed en betydelig stilling inden for den kristne kabbalisme. Von Rosenroth har desuden skrevet en række salmer og sange.